# U.S. Squash Hall of Fame
Le U.S. Squash Hall of Fame (anciennement : The United States Squash Racquets Association Hall of Fame ou USSRA Hall of Fame) est un temple de la renommée du squash qui existe depuis 2000.
Le Hall of Fame, géré par l'association nationale de squash U.S. Squash, rend hommage aux Américains liés au squash, tels que les athlètes ou les pionniers de ce sport. Toutefois, certaines personnalités d'autres nations ont déjà été admises au Temple de la renommée.

## Histoire
Depuis sa création en 2000, 65 personnalités ont été admises au Hall of Fame (situation à l'induction 2019). Parmi elles, on trouve des athlètes de hardball squash, de softball squash, de simple, de double, d'hommes, de femmes, ainsi que des professionnels et des amateurs. En outre, les différentes compétitions de groupes d'âge (juniors, intercollégiaux et masters) sont prises en compte. Les performances dans les compétitions ouvertes (open competitions) ont toutefois un poids plus important dans la décision d'admission au U.S. Squash Hall of Fame. Le Hall of Fame accueille également des personnes ayant apporté une contribution exceptionnelle en dehors du terrain de jeu, comme des entraîneurs ou des fonctionnaires (tels que des administrateurs) qui, par leur travail, ont contribué (en tant que pionniers) à la croissance et à la diffusion du squash aux États-Unis. L'intégrité et l'esprit sportif sont également pris en compte dans la sélection des membres. Le critère fondamental pour être admis au Temple de la renommée est de savoir si l'individu a eu un impact positif important sur le squash aux États-Unis. Les joueurs doivent attendre cinq ans à compter de la fin de leur carrière avant d'être admis au Hall of Fame. En outre, la personne admise doit être un citoyen ou au moins un résident des États-Unis pour une partie substantielle de sa carrière. Les nominations au Hall of Fame peuvent être soumises, entre autres, via le site web officiel de l'U.S. Squash. 

## Membres de l'U.S. Squash Hall of Fame
| Nom                       | Année |
| ------------------------- | ----- |
| Margaret Varner Bloss     | 2000  |
| Betty Constable           | 2000  |
| Anne Page                 | 2000  |
| Barbara Maltby            | 2000  |
| Gretchen Vosters Spruance | 2000  |
| Charles Brinton           | 2000  |
| Germain Glidden           | 2000  |
| Hashim Khan               | 2000  |
| H. Hunter Lott, Jr.       | 2000  |
| Diehl Mateer              | 2000  |
| Alicia McConnell          | 2000  |
| Victor Niederhoffer       | 2000  |
| Stanley Pearson           | 2000  |
| Henri Salaün              | 2000  |
| Mark Talbott              | 2000  |
| Eleonora Sears            | 2001  |
| John Barnaby              | 2001  |
| William T. Ketcham, Jr.   | 2001  |
| Mohibullah Khan           | 2001  |
| Darwin P. Kingsley, III   | 2001  |
| John Skillman             | 2001  |
| Cecile Bowes              | 2002  |
| Ralph Howe                | 2002  |
| Samuel P. Howe, III       | 2002  |
| Edward C.P. Edwards       | 2003  |
| Margaret Howe             | 2003  |
| Ann Wetzel                | 2003  |
| Demer Holleran            | 2004  |
| Sharif Khan               | 2004  |
| Edwin Bigelow             | 2004  |
| Peter Briggs (en)         | 2005  |
| Harry Lee Cowles          | 2005  |
| Aggie Bixler Kurtz        | 2005  |
| Betty Meade               | 2006  |
| John Nimick               | 2006  |
| Carol Weymuller           | 2007  |
| Frederick Weymuller       | 2007  |
| Kenton Jernigan           | 2008  |
| Albert Molloy             | 2008  |
| F. Elizabeth Richey (en)  | 2009  |
| Gregory Zaff              | 2009  |
| Hazel White Jones         | 2010  |
| Thomas B. Jones           | 2010  |
| Robert W. Callahan        | 2011  |
| Joyce Davenport           | 2011  |
| John Herrick              | 2011  |
| Leonard Bernheimer        | 2012  |
| Thomas Poor               | 2012  |
| Marigold Edwards          | 2013  |
| John G. Nelson            | 2013  |
| Barbara Strobhar Hunter   | 2014  |
| Donald Strachan           | 2014  |
| Michael J. Pierce         | 2015  |
| Gary Waite                | 2015  |
| Thomas Wrightson          | 2015  |
| Paul Assaiante (en)       | 2016  |
| Norman Bramall            | 2016  |
| Jane Austin Stauffer      | 2016  |
| Michael Desaulniers       | 2017  |
| Benjamin Heckscher        | 2017  |
| Maurice Heckscher         | 2017  |
| Anil Nayar                | 2018  |
| Carol Thesieres           | 2018  |
| Ginny Akabane             | 2019  |
| Bunny Vosters             | 2019  |
| Tom Page                  | 2020  |
| John Fry (en)             | 2021  |
| Nancy Gengler-Saint       | 2022  |
| Gail Ramsay               | 2022  |